# Bob Cluggish
Robert Marion Cluggish, detto Bob (Marion, 18 settembre 1917 – Maitland, 5 settembre 2008), è stato un cestista statunitense, professionista nella BAA.